# Майское сельское поселение (Белгородская область)
Ма́йское се́льское поселе́ние — муниципальное образование Белгородского района Белгородской области России.
Административный центр — посёлок Майский.

## Географическое положение
Посёлок Майский расположен в 12 км на юго-запад от Белгорода по левую и правую стороны автомагистрали М2 Москва — Симферополь.

## История
Майское сельское поселение образовано 20 декабря 2004 года в соответствии с Законом Белгородской области № 159.

## Население
| 2010    | 2011    | 2012    | 2013    | 2014    | 2015    | 2016    | 2017    | 2018    |
| ------- | ------- | ------- | ------- | ------- | ------- | ------- | ------- | ------- |
| 9789    | ↗9795   | ↗9941   | ↗10 109 | ↗10 216 | ↗10 296 | ↗10 391 | ↘10 321 | ↗10 623 |
| 2019    | 2020    | 2021    |         |         |         |         |         |         |
| ↗11 011 | ↗11 246 | ↗15 318 |         |         |         |         |         |         |

## Состав сельского поселения
| № | Населённый пункт | Тип населённого пункта          | Население |
| - | ---------------- | ------------------------------- | --------- |
| 1 | Майский          | посёлок, административный центр | ↗14 143   |
| 2 | Новая Деревня    | село                            | ↗216      |
| 3 | Политотдельский  | посёлок                         | ↗825      |